# Fireball (album)
Fireball is het vijfde studio-album van de Britse hardrockband Deep Purple. Het is het tweede album van de band in de MK2-samenstelling (Blackmore/Gillan/Glover/Lord/Paice).
Het album is tussen september 1970 en juni 1971 opgenomen in de Olympic Studios in Londen en in The Hermitage in Welcombe, North Devon.

## Tracklist
1. Fireball  – 3:24 (Blackmore/Gillan/Glover/Lord/Paice)
2. No no no  – 6:54 (Blackmore/Gillan/Glover/Lord/Paice)
3. Demon's eye  – 5:19 (Blackmore/Gillan/Glover/Lord/Paice)
4. Anyone's daughter  – 4:41 (Blackmore/Gillan/Glover/Lord/Paice)
5. The mule  – 5:21 (Blackmore/Gillan/Glover/Lord/Paice)
6. Fools  – 8:18 (Blackmore/Gillan/Glover/Lord/Paice)
7. No one came '  – 6:24 (Blackmore/Gillan/Glover/Lord/Paice)

Op de Amerikaanse en Japanse uitgaves van de elpee is het nummer Demon’s eye niet te horen, het is daar vervangen door:
1. Strange kind of woman – 4:18 (Blackmore/Gillan/Glover/Lord/Paice)

## Bezetting
- Ian Gillan: Zang
- Roger Glover: Basgitaar
- Ritchie Blackmore: Gitaar
- Jon Lord: keyboard, orgel
- Ian Paice: Drums, percussie

## Heruitgebracht op CD
In 1996 is de “anniversary edition” uitgebracht, met daarin de meeste van de Deep Purple albums.

De uitgave van Fireball op deze editie is voorzien van een aantal bonus tracks:
1. Strange kind of woman (remix uit 1996) - 4:06 (Paice/Lord/Glover/Gillan/Blackmore)
2. I'm alone - 3:07 (Paice/Lord/Glover/Gillan/Blackmore)
Dit was de B-kant van de op single uitgebrachte versie van Strange Kind Of Woman.
3. Freedom (remix uit 1996) - 3:35 (Paice/Lord/Glover/Gillan/Blackmore)
4. Slow train - 5.36 (Paice/Lord/Glover/Gillan/Blackmore)
5. Demon's eye (remix uit 1996) – 6:10 (Paice/Lord/Glover/Gillan/Blackmore)
6. The Noise Abatement Society Tapes – 4:16 (adapted Gillan/Glover/Blackmore/Lord/Paice)
7. Fireball - Take 1 (instrumentaal) – 4:08 (Paice/Lord/Glover/Gillan/Blackmore)
8. Backwards piano – 0:55 (Paice/Lord/Glover/Gillan/Blackmore)
Aan het einde van het nummer "No One Came" klinkt een vreemd stukje muziek. Het gaat hier om een stuk pianospel dat achterstevoren en op de verkeerde snelheid afgedraaid wordt. Dit stukje is het originele stukje pianomuziek.
9. No one came (remix uit 1996) – 6:23 (Paice/Lord/Glover/Gillan/Blackmore)

Ian Paice · Roger Glover · Ian Gillan · Steve Morse · Don Airey

Jon Lord † · Ritchie Blackmore · Rod Evans · Nick Simper · David Coverdale · Glenn Hughes · Tommy Bolin † · Joe Lynn Turner · Joe Satriani